# Карпов, Сергей Георгиевич
Сергей Георгиевич Карпов (20 октября 1864, Полтавская губерния — 8 декабря 1909, Санкт-Петербург) — деятель политического сыска, полковник Отдельного корпуса жандармов, начальник Санкт-Петербургского охранного отделения.

## Биография
Происходил из дворян Полтавской губернии, образование получил в 4-м Московском кадетском корпусе и 3-м Александровском военном училище. Окончив курс по первому разряду с чином подпоручика, был назначен на службу в 131-й пехотный Тираспольский полк, где он и служил до перевода на службу в Отдельный корпус жандармов.
Служба пехотного офицера не удовлетворяла его. Обладая неутомимой энергией и трудолюбием, Карпов с первых лет своей службы энергично принялся готовиться к поступлению в Николаевскую академию Генерального штаба и в 1893 году выдержал экзамены, но благодаря большому конкурсу в Академию принят не был.
Полгода спустя перешёл на службу в Отдельный корпус жандармов, где очень скоро завоевал авторитет как весьма опытный офицер в деле розыска по государственным преступлениям. Последовательно занимал должности адъютанта Донского областного жандармского управления, начальника Екатеринбурго-Челябинского отделения жандармского полицейского управления железных дорог, начальника Брянского отделения Виндавского жандармского полицейского управления железных дорог, с 1903 года помощника начальника Донского областного жандармского управления в Ростовском округе. В 1907 году стал начальником охранного отделения в Ростове-на-Дону. Затем был назначен на должность начальника охранного отделения Санкт-Петербурга и 13 апреля 1909 года вступил на новую должность.
Расследовал ряд особо опасных государственных преступлений. В работе широко использовал агентурную сеть. Был убит своим же агентом.

## Гибель

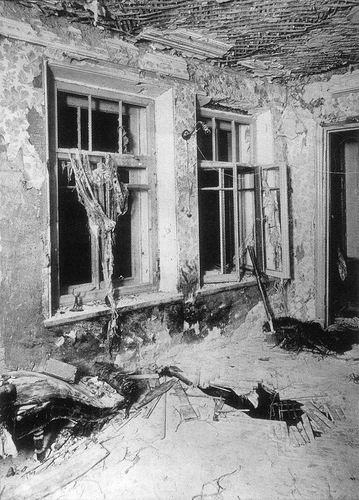
Комната, в которой был убит начальник Петербургского охранного отделения полковник Карпов.

Убийство начальника петербургского охранного отделения было спланировано боевым крылом партии эсеров. Непосредственными его разработчиками были Борис Савинков и Герман Лопатин. Осуществить террористический акт должен был член ЦК партии А. А. Петров, скомпрометировавший себя связями с охранным отделением. Первоначальной целью Петрова должен был стать предыдущий начальник охранного отделения полковник А. В. Герасимов, который благодаря деятельности Е. Азефа предотвратил покушения на царя Николая II, Великого князя Николая Николаевича, министра И. Г. Щегловитова и премьер-министра П. А. Столыпина. Но позднее целью был выбран новый начальник охранного отделения полковник С. Г. Карпов, развивший активную деятельность не только против большевиков, но и против эсеров.
Для встречи с Карповым Петров под именем Михаила Воскресенского снял квартиру на Астраханской улице по Выборгской стороне в доме № 25. Петров заявил при этом дворнику, что он недавно приехал из-за границы и временно живёт в меблированных комнатах и что квартира эта нужна для его дяди, богатого помещика. В этот же день он явился вторично с Карповым, одетым в штатское платье, и представил его дворнику в качестве дяди. На выраженное Петровым желание провести в квартире проводку, хозяин дал согласие. Петров сам наблюдал за работой монтёров, делая им различные указания, касающиеся проводки.
8 декабря Петров явился раньше обычного и предложил монтёрам прекратить работу, ссылаясь на то, что лампочек в квартире достаточно и что его дядя не может видеть беспорядок. Около 8 часов вечера дежурный дворник Архипов заметил Петрова, который протягивал провода от парадной лестницы по стене дома вдоль Астраханской улицы. На расстоянии 20-25 сажен от парадного входа Петров-Воскресенский установил нажимную кнопку от электрического звонка. Дворник не придал этому никакого значения.
В 2 часа ночи Петров-Воскресенский пришёл к Карпову и вышел от него лишь в 4 часа утра. В 9 часов 20 минут вечера полковник Карпов в сопровождении лакея приехал в квартиру Петрова-Воскресенского на Астраханской улице. Когда вслед за ними в квартиру вошёл дворник Архипов, Петров с веселым видом заявил ему, что к нему приехали дядя и лакей и что паспорт для прописки он даст завтра утром. Дворник вышел, а лакея Петров послал за продуктами. Около 11 часов вечера Петров-Воскресенский вышел из квартиры по парадному входу и подошёл к месту, где им была устроена кнопка, соединённая с вращающимся рычажком, играющим роль коммутатора, от которого шли провода к электрической батарее, проложенной вдоль коридора, через спальню, затем по стене гостиной, опускавшиеся там подоконником и заканчивающиеся в диване. В 11 часов 4 минуты вечера прогремел взрыв. После взрыва Петров был задержан городовым и дворниками.

8 декабря, в 12 часов ночи, на Выборгской стороне, в д. 25 по Саратовской ул. раздался страшной силы взрыв, сопровождавшийся сильным сотрясением стен четырёхэтажного дома. Во многих его окнах разбились стекла. В квартире второго этажа, в котором произошёл взрыв, оказались выбитыми все окна, как со стороны улицы, так и со двора. Квартира оказалась вся разрушенной, пол в одной комнате пробит воронкообразно, причем пробиты насквозь и чёрный пол и потолок квартиры первого этажа домовладельца, подрядчика Иванова. Вслед за взрывом из квартиры, в которой он произошёл, выбежал проживавший в ней молодой человек, занявший её всего два дня назад и прописавшийся дворянином Михаилом Воскресенским, 23 л. Он пробежал до Финляндского пр., где был схвачен погнавшимся за ним дворником. В то время, когда его задержал дворник, Воскресенский намеревался вытащить из кармана револьвер, но не успел этого сделать. В кармане у него оказался заряженный браунинг и несколько запасных патронов. Объяснить что-либо о случившемся в квартире он отказался. Когда прибыли судебные и полицейские власти и вошли в квартиру, то нашли в ней труп убитого взрывом человека и другого раненого и оглушенного. В убитом дворник дома признал человека, прибывшего в квартиру Воскресенского в этот день, назвавшись его дядей, в раненом — человека, называвшегося его слугой. Оба документов к прописке не предъявили и имена их пока не обнаружены.

По последним сведениям, на Саратовской ул. во время взрыва бомбы, убит начальник с.-петербургского охранного отделения полковник Карпов.

8 сего декабря в 11 час. 4 мин. вечера начальник с.-петербургского отделения по охранению общественной безопасности и порядка. отдельного корпуса жандармов полковник Карпов злодейски убит в доме № 25 по Астраханской улице, на Выборгской стороне, в квартире, снятой неизвестным лицом, проживавшим под именем Михаила Воскресенского и предложившим незадолго перед тем свои услуги по раскрытию преступной деятельности революционных организаций. Убийца привел в исполнение свой преступный замысел при помощи скрытой в мебели адской машины, соединённой проводами электрических звонков.
Труп убитого полковника Карпова был найден обезображенным до неузнаваемости, с окровавленной раненой во многих местах головой и без ног. Ноги были найдены в нижней квартире, куда их силой взрыва снесло вниз сквозь пробитую в полу брешь. Обезображенное туловище полковника было покрыто известью, обломками и щепками. Судебные и полицейские власти, явившиеся в час ночи на место происшествия, не сразу опознали труп. Лишь находка серебряного портсигара позволила сделать предположение, что это Карпов.
|                                |  |           |  |                    |
| Дом № 25 по Астраханской улице |  | Двор дома |  | Фрагмент интерьера |

## Похороны

Посмертная фотография С. Г. Карпова.

9 декабря тело Карпова было перенесено в часовню клинического военного госпиталя. На панихиду прибыли вдова и дети, начальник штаба Отдельного корпуса жандармов генерал-майор Д. К. Гершельман, градоначальник свитский генерал Д. В. Драчевский, чины полиции и родственники. На гроб было возложено множество венков: от председателя Совета Министров, от градоначальника, от сослуживцев из разных городов России, от правых членов Государственной думы, венок от союза Михаила Архангела, изображающий скрещенную серебряную пальму и шашку, скрепленные значком союза с надписью: Злодейской рукой загашенному светочу долга.
12 декабря состоялись торжественные похороны Карпова. В 9 часов утра после краткой литии, совершённой священником Свято-Николаевской церкви управления Санкт-Петербургского градоначальства, гроб с телом был вынесен из часовни клинического военного госпиталя и установлен на погребальную колесницу. К этому времени около часовни были построены: сборная команда нижних чинов Санкт-Петербургского жандармского полицейского управления железных дорог и наряды околоточных надзирателей и городовых, а на Нижегородской улице напротив здания госпиталя находились оркестр пожарной команды, рота лейб-гвардии Измайловского полка с хором музыки и эскадрон Санкт-Петербургского жандармского дивизиона. Когда процессия вышла на Нижегородскую улицу, войска взяли на караул, а музыка заиграла «Славен Наш Господь». Перед открытой могилой произнес речь товарищ министра внутренних дел генерал-майор П. Г. Курлов: 

Мы потеряли дорогого, товарища, человека кристаллически чистого и высокочестного, запечатлевшего своей смертью служение Престолу и Отечеству. Отдельный корпус жандармов будет всегда гордится таким беззаветным исполнителем долга. Земной поклон безвременно погибшему полковнику Сергею Георгиевичу Карпову, которого все искренне любили и глубоко уважали.
По окончании отпевания гроб с телом покойного был вынесен на руках градоначальником и другими лицами и перенесен к могиле на Никольском кладбище, где он и был похоронен.

## Суд над убийцей

А. А. Петров — исполнитель теракта 8 декабря 1909 года.

Личность Петрова была установлена, настоящее его имя Петров Александр Алексеевич. По словам Бурцева, Петров-Воскресенский, оставаясь убежденным революционером, служил в охранном отделении, среди революционеров его деятельность не вызывала одобрения и «возврата в революционные круги» ему уже не было. Чувствуя недоверие своих сотоварищей, Александр Петров решил террористическим актом восстановить «своё доброе имя». О своем решении он предупреждал революционные круги давно, но встречал повсюду скептическое отношение. По заявлению Петрова Бурцеву, он получал тысячу рублей в месяц и на эти деньги и готовил покушение.
9 января 1910 года Санкт-Петербургский военно-окружной суд под председательством генерал-лейтенанта П. Д. Никифорова приступил к слушанию «дела о крестьянине Вятской губернии Александре Алексееве Петрове», — так официально называлось дело об убийстве начальника охранного отделения полковника Карпова. Дело это слушалось в довольно необычном для военно-окружного суда помещении — в Трубецком бастионе Петропавловской крепости. Там, в казематах крепости, содержался обвиняемый, Петров-Воскресенский. Он раньше был народным учителем одной из школ вятского земства. Затем, как значится в его послужном революционном списке, он стал заниматься изучением взрывчатых веществ, но первые его опыты были неудачны — он пострадал при взрыве, получил тяжелые ожоги и до сих пор не оправился от них.
Обвиняемого защищали присяжные поверенные Зарудный, Мандельштам и Кальманович. Петров-Воскресенский официально обвинялся в том, что в видах революционного сообщества, предусмотренного 101−102 статьями Уголовного уложения, вошёл в сношения с начальником петербургского охранного отделения полковником Карповым и ложными обещаниями завлек его на частную квартиру на Астраханской улице, где и убил при помощи электрических проводов. Свидетелей по делу вызвано 9 человек. Был предъявлен также гражданский иск за причинённые взрывом убытки владельцем дома на Астраханской улице в сумме около 5000 руб. Судебное следствие началось в 4 часа дня. Заседание суда окончилось тем же вечером. Петров-Воскресенский приговорён к смертной казни через повешение. Гражданский иск удовлетворён полностью.
По окончании заседания защитниками Петрова-Воскресенского была подана кассационная жалоба. Никаких средств у Петрова-Воскресенского не было и, таким образом, осуществление приговора суда в части, касающейся гражданского иска, едва ли оказалось возможным. Приговор санкт-петербургского военно-окружного суда по делу об убийстве крестьянином Вятской губернии Александром Алексеевым Петровым начальника санкт-петербургского охранного отделения полковника Карпова, коим крестьянин Петров приговорён в лишению всех прав состояния и к смертной казни через повешение, был обращён к исполнению. В ночь на 12 января в камеру Петрова-Воскресенского явились представители прокуратуры и крепостной администрации и предложили ему отправиться на казнь.
Петров не спал; он попросил разрешения написать письмо жене и родным. Просьба его была исполнена. На предложение пригласить к нему священника, Петров ответил отказом. В сопровождении воинского отряда Петров был отправлен на Лисий Нос, где приговор и был приведён в исполнение.